# دیمیتریوس گوتیس
دیمیتریوس گوتیس (یونانی: Δημήτριος Γώτης؛ زادهٔ ۱۸۹۹ - درگذشته نامشخص) بازیکن فوتبال اهل یونان بود.
از باشگاه‌هایی که در آن بازی کرده‌است می‌توان به باشگاه فوتبال آپولون اسمیرنیس اشاره کرد.